# Thomas Madsen-Mygdal
Thomas Madsen-Mygdal (24. prosince 1876, Mygdal – 23. února 1943, Kodaň) byl dánský politik, představitel agrární středové strany Venstre, v letech 1926-1929 premiér Dánska. Dvakrát byl též ministrem zemědělství, v letech 1920–1924 a 1926–1929. V letech 1929–1941 byl předsedou strany Venstre. Během jeho vlády byla založena univerzita v Aarhusu.